# Contea di Tianzhen
La contea di Tianzhen (天镇县S, Tiānzhèn XiànP) è una contea della Cina, situata nella provincia dello Shanxi e amministrata dalla prefettura di Datong.